# سد چغاخور
سد چغاخور، سدی بر روی تعدادی چشمه و رودخانه فصلی تغذیه کننده تالاب چغاخور در محل خروجی آب از این تالاب است که در مجاورت شهر بلدرجی‏ِ شهرستان بروجن، در ۶۵ کیلومتری جنوبِ مرکز استان چهارمحال و بختیاری قرار دارد. سد جدید چغاخور به‌جای سد قدیمی واقع در این منطقه احداث شد. منبع آب آن، بارش برف در ارتفاعات کوه کلار و چشمه‌های کف تالاب می‌باشد.

## مشخصات سد
حجم مخزن سد در حدود ۵۹٫۲۹ میلیارد متر مکعب است که در سالهای اخیر به دلیل مشکلات تملک زمین‌های اطراف دریاچه، معمولاً به صورت کامل آبگیری نمی‌شود.
در گذشته در مسیر خروجی آب تالاب چُغاخور سدی به ارتفاع ۶ متر بود و دریاچه و تالاب چغاخور مساحتی در حدود ۱۳۶۰ هکتار داشت که با احداث سد جدید چغالخور، مساحت دریاچه با آبگیری ناقص به حدود ۲۵۰۰ متر رسید. هدف از احداث سد جدید، تجمع آب انتقال یافته به تالاب از محل آب جمع‌آوری شده در سد انحرافی سبزکوه است که پس از ورود به کانال به طول ۴۵۰۰ متر و تونلی به طول ۸۵۰۰ متر به محل دریاچه سد چغاخور انتقال خواهد یافت و از آنجا به مصرف تالاب‌ها و مصارف صنعتی و کشاورزی پایین دست می‌رسد.

## نگارخانه

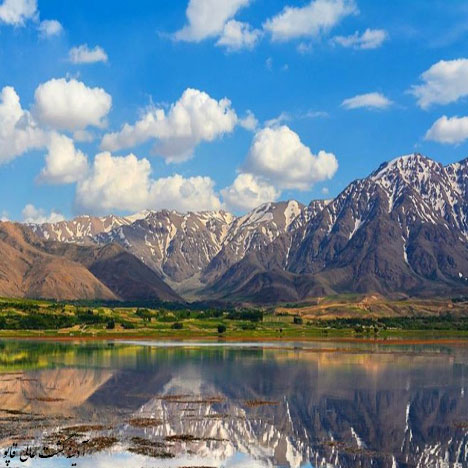
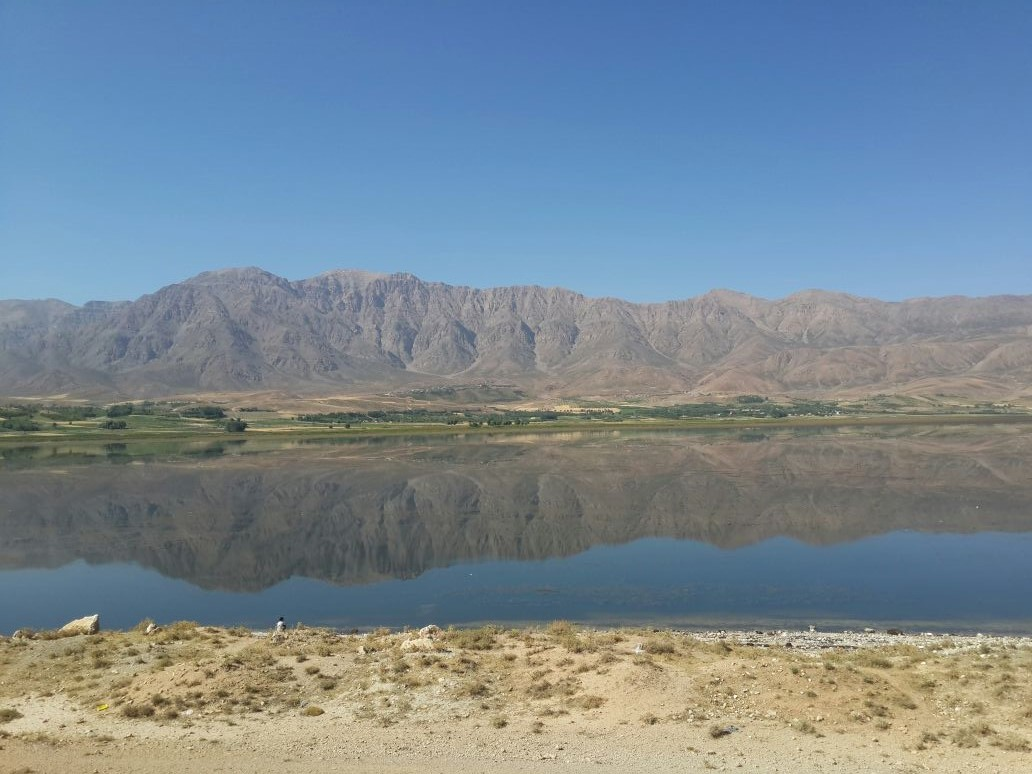
نمایی از دریاچه سد چغاخور در امام زاده حمزه علی
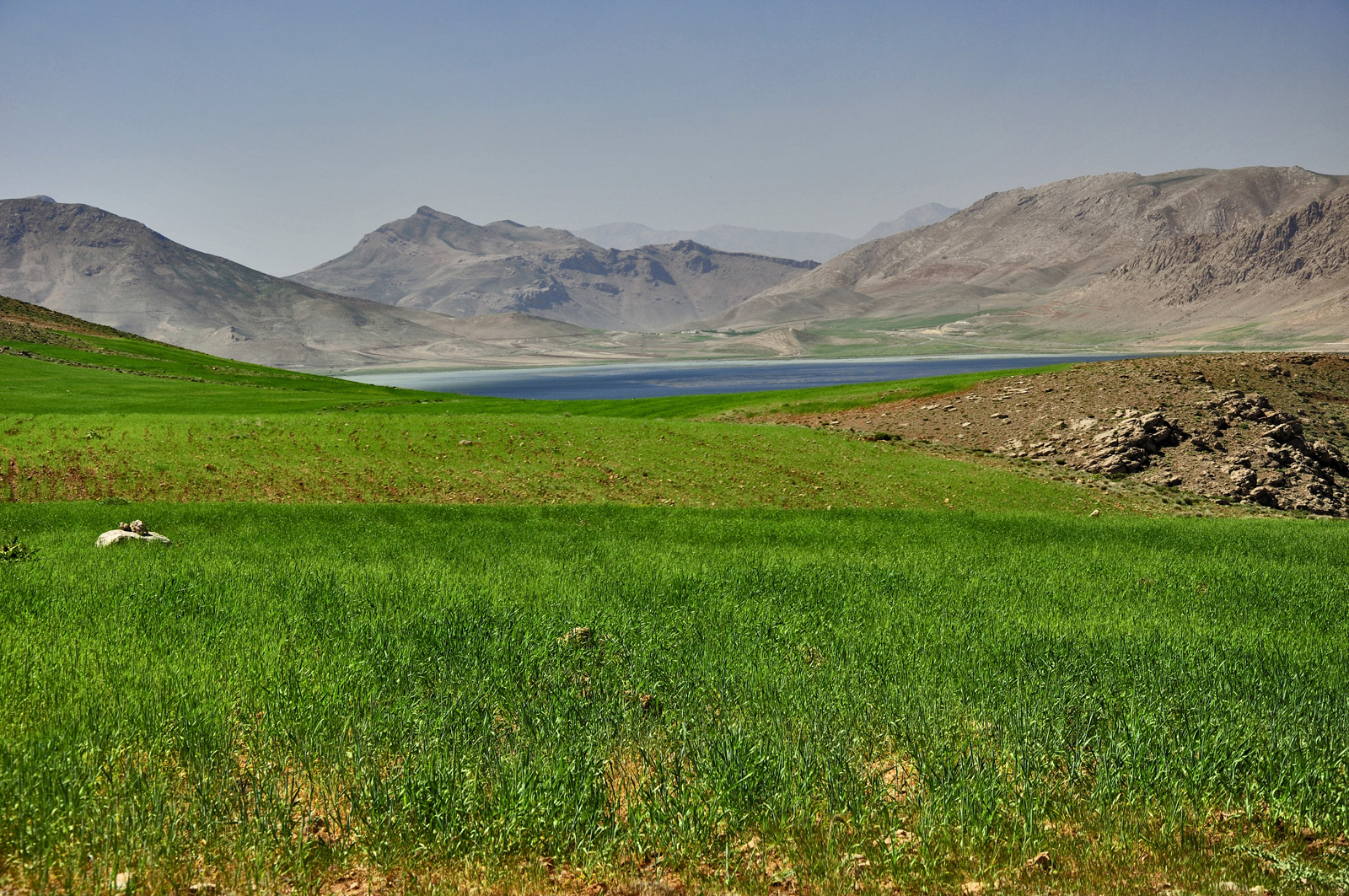
تالاب چغاخور و مزارع گندم
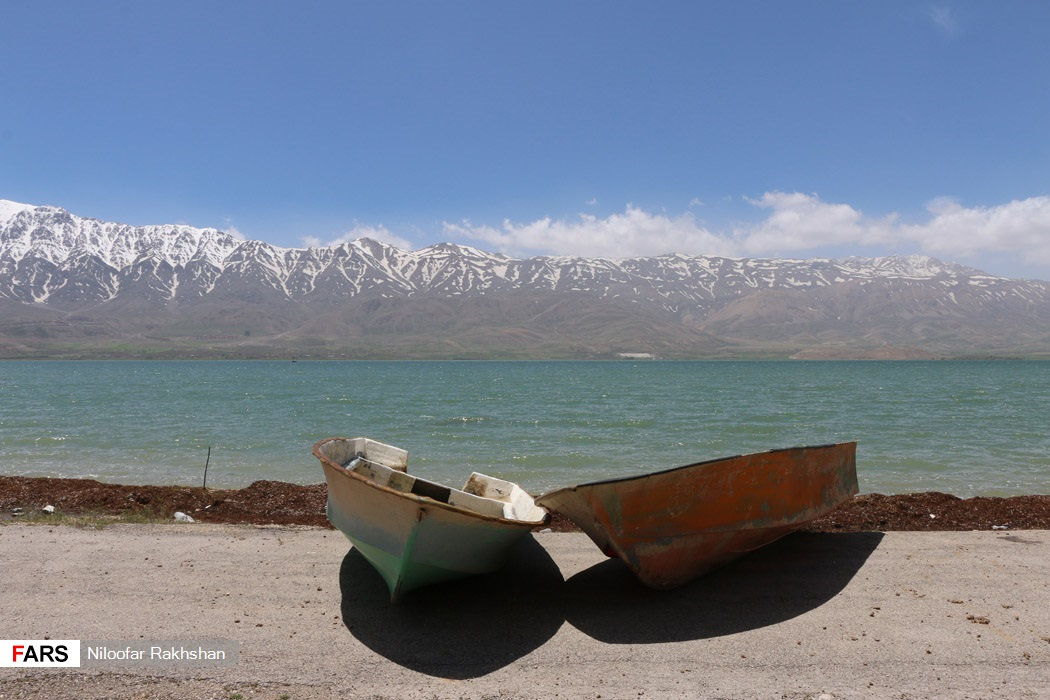
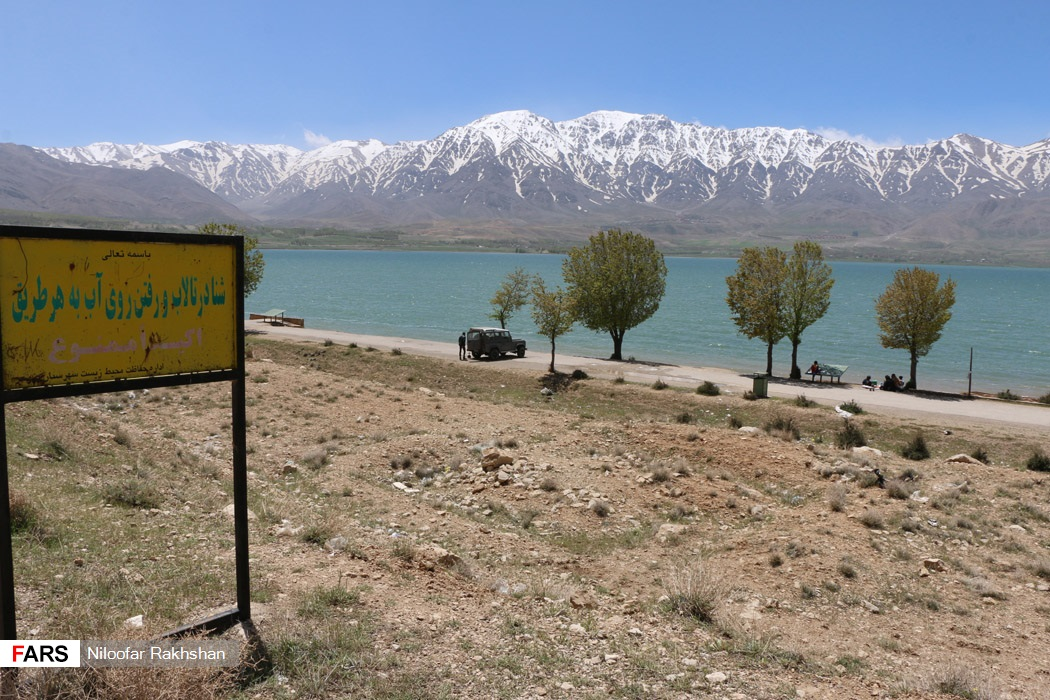
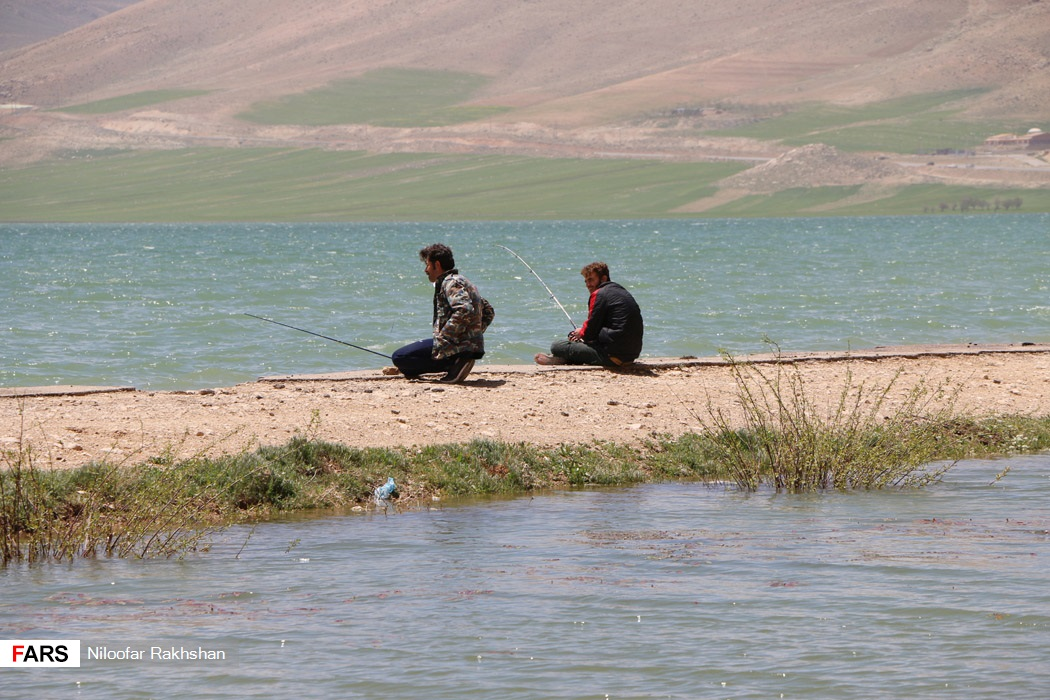
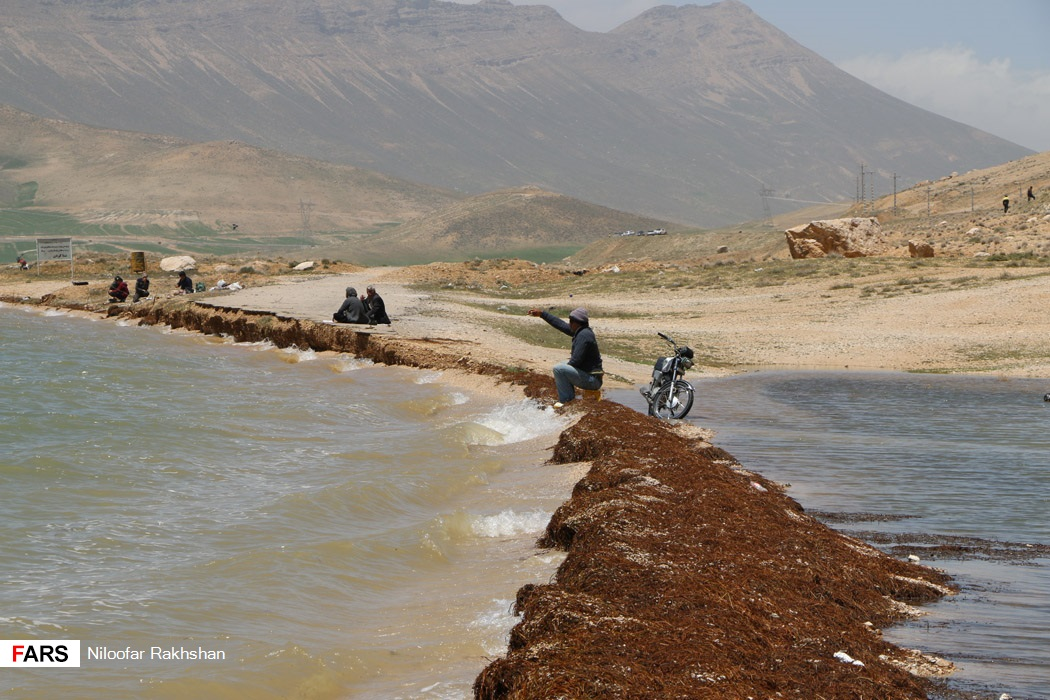
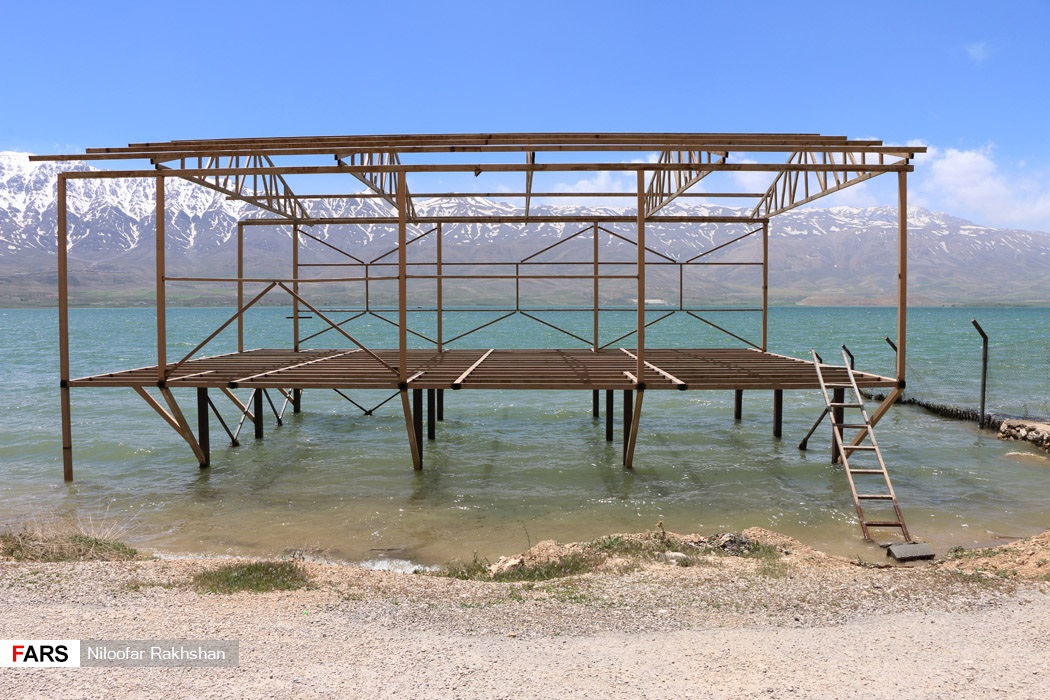
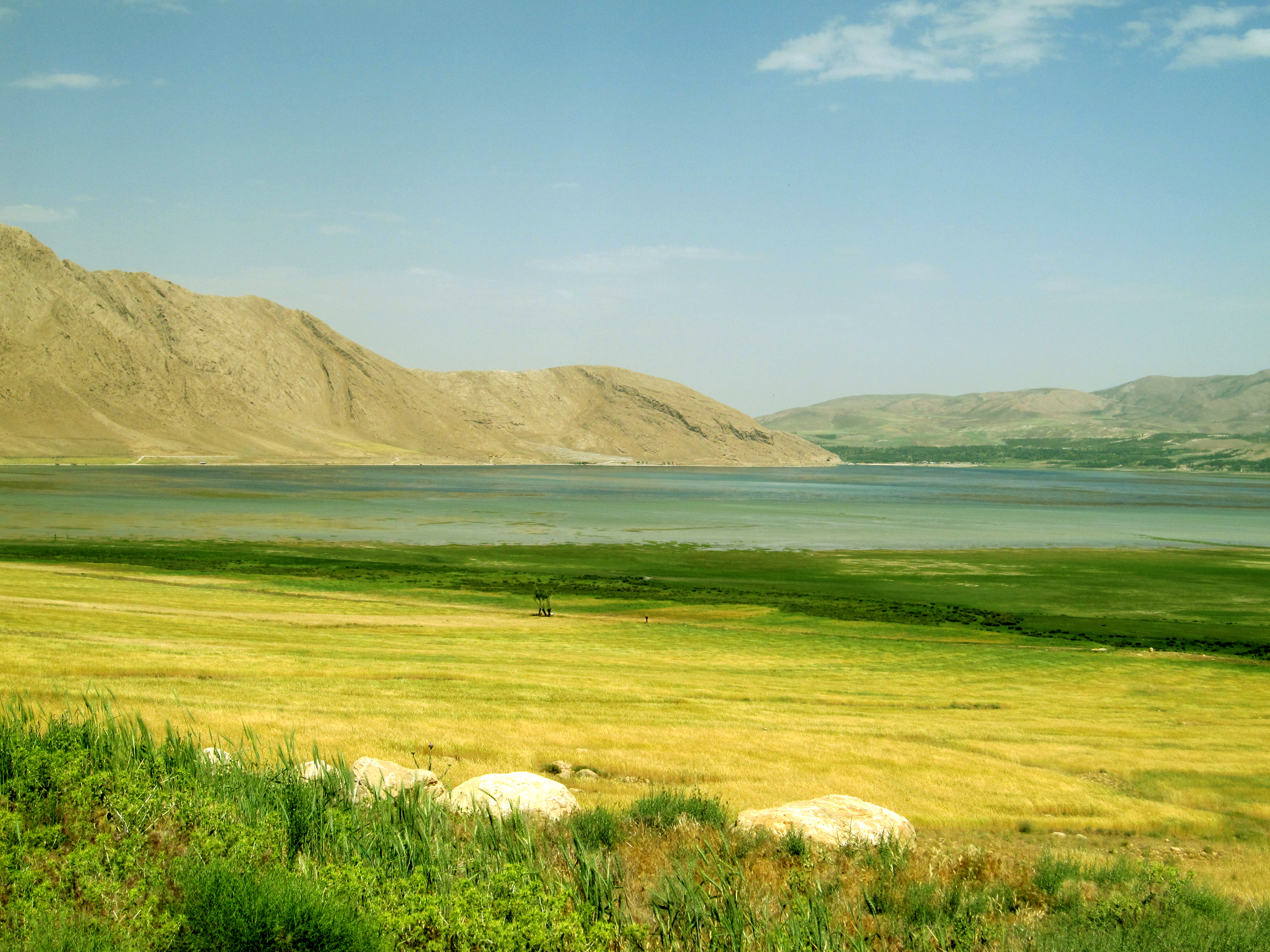
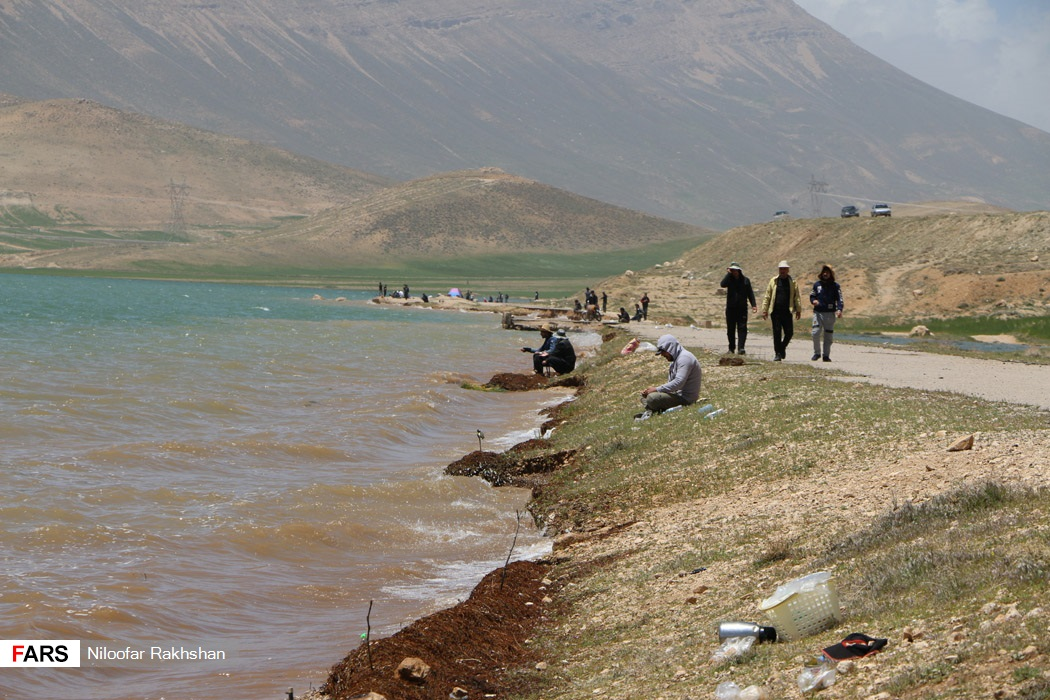
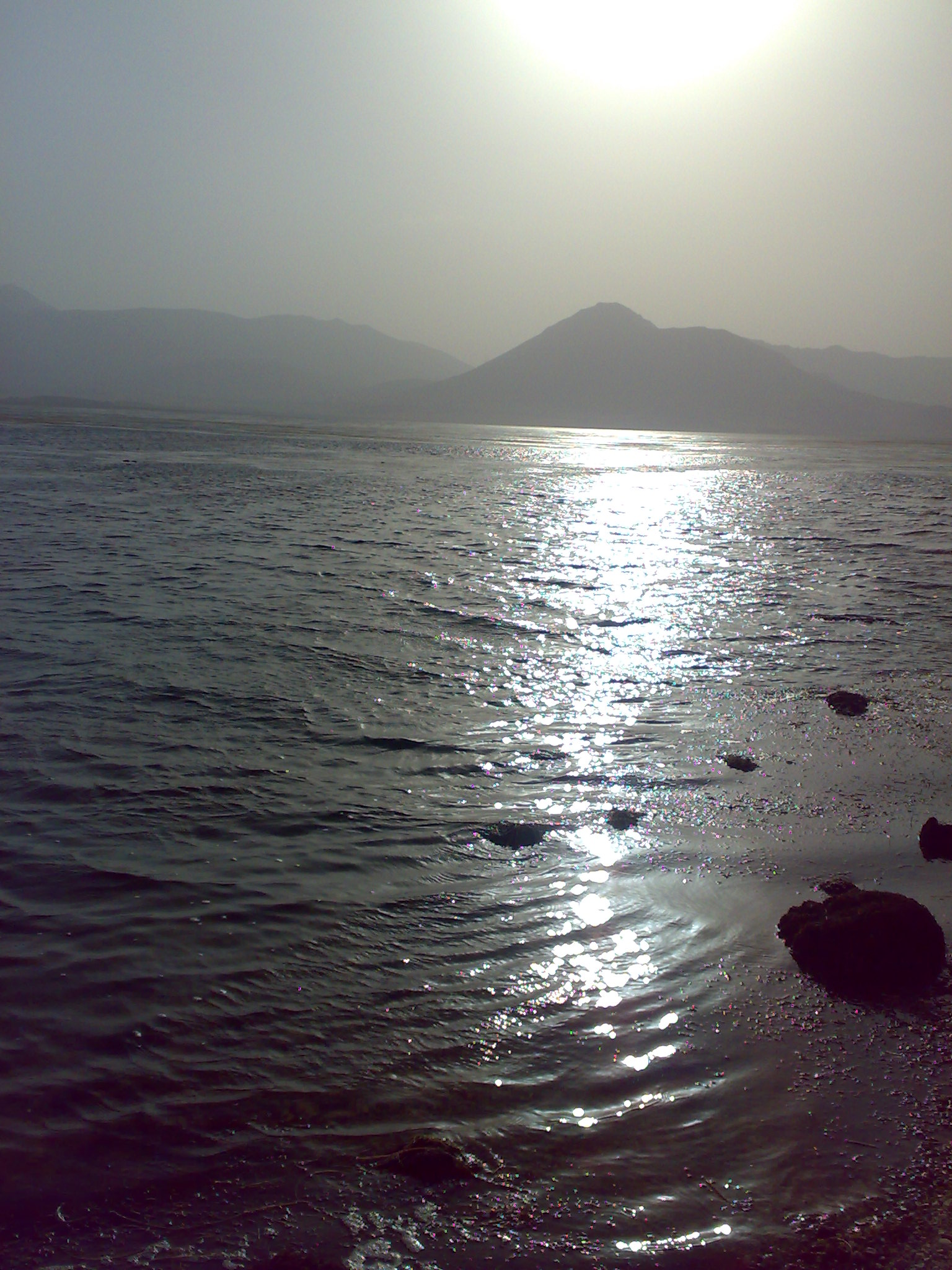
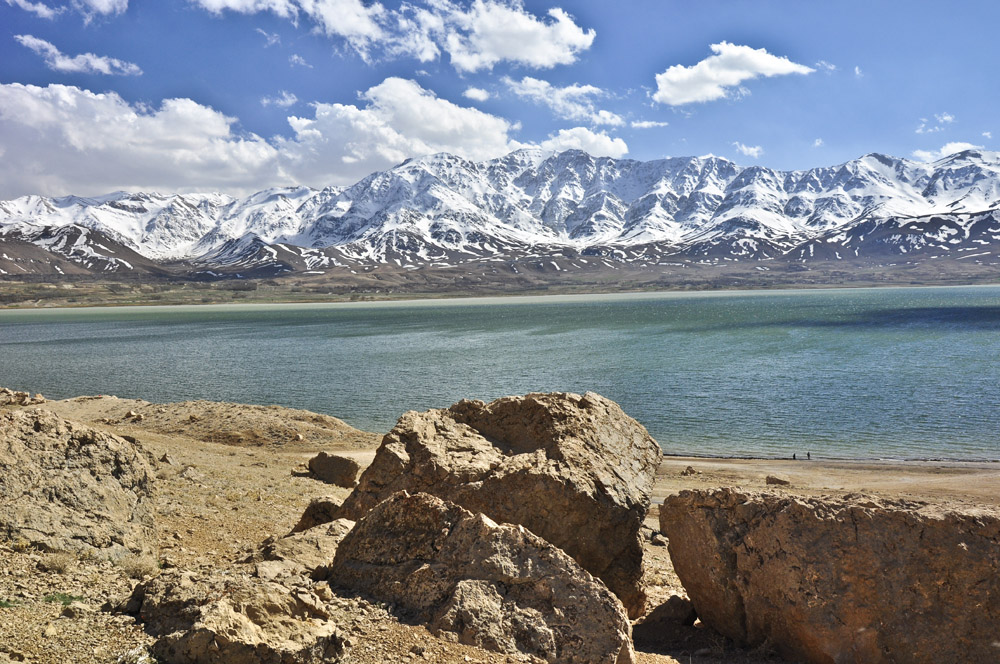